# Sony Ericsson W610i
W610i er efterfølgeren af K550i og K610i. W610i er en Walkman-telefon, dermed har den også en Walkman-Player. Der følger et 512 MB hukommelseskort med i købet, og det kan udvides op til højest 2 GB.

## Specifikationer
- Walkman-Player 2.0
- 2 megapixel kamera
- Bluetooth
- Infrarød
- TrackID
- RDS FM-Radio
- Understøttelse af MP3, AAC, AAC+, E-AAC+, WAV og m4a